# Adora
Park Soo-hyun (en hangul, 박수현; Corea del Sur, 25 de septiembre de 1997), conocida como Adora (아도라; estilizado en mayúsculas), es una compositora, productora y cantante surcoreana. Debutó como solista el 5 de noviembre de 2021, bajo la compañía AURA Entertainment, con el sencillo digital «Make U Dance». 

## Carrera
Cuando tenía catorce años se unió a Stardom Entertainment como aprendiz; en 2012 entrenó con Topp Dogg y participó en la composición de la canción «Playground» para el EP debut de la banda Dogg's Out, que se lanzó un año después. Dejó la compañía en 2014 y se unió a la empresa Music K Entertainment. Formó parte de la alineación inicial de The Ark; sin embargo, abandonó el proyecto debido a problemas de salud y no debutó con el grupo.
En 2016, Adora participó en la audición «El próximo creador nuevo» de Big Hit y fue seleccionada para trabajar en la compañía como parte del equipo de producción y como compositora. Produjo y compuso canciones para los grupos BTS, TXT y GFriend hasta 2020. 
Inició su carrera como solista el 5 de noviembre de 2021 con el sencillo «Make U Dance», que contó con la participación de Eunha de Viviz. El 21 de febrero de 2022, Aura Entertainment anunció que Adora haría un comeback en marzo. Tres días después, la compañía publicó un video en el que reveló que el sencillo sería «The Little Name» y su fecha de lanzamiento estaba programada para el 7 de marzo.

## Discografía

### Sencillos
| Título                                                                             | Título                       | Año  | Posición más alta | Álbum     |
| Título                                                                             | Título                       | Año  | COR               | Álbum     |
| ---------------------------------------------------------------------------------- | ---------------------------- | ---- | ----------------- | --------- |
| «Make U Dance» (con Eunha)                                                         | «Make U Dance» (con Eunha)   | 2021 | —                 | Sin álbum |
| «The Little Name» (어린이름)                                                       | «The Little Name» (어린이름) | 2022 | —                 | Sin álbum |
| «Trouble? Travel!»                                                                 | «Trouble? Travel!»           | 2022 | —                 | Sin álbum |
| «—» indica que el sencillo no alcanzó posición alguna o no fue lanzado en el país. |                              |      |                   |           |

### Como compositora
Todas las canciones han sido adaptadas de la base de datos de la Korea Music Copyright Association.
| Año  | Canción                                  | Álbum                       | Artista            |
| ---- | ---------------------------------------- | --------------------------- | ------------------ |
| 2016 | «Am I Wrong»                             | Wings                       | BTS                |
| 2016 | «Interlude: Wings»                       | Wings                       | BTS                |
| 2017 | «Not Today»                              | You Never Walk Alone        | BTS                |
| 2017 | «Spring Day»                             | You Never Walk Alone        | BTS                |
| 2017 | «Outro: Wings»                           | You Never Walk Alone        | BTS                |
| 2017 | «Best of Me»                             | Love Yourself: Her          | BTS                |
| 2018 | «Blue Side (Outro)»                      | Hope World                  | J-Hope             |
| 2018 | «Intro: Ringwanderung»                   | Face Yourself               | BTS                |
| 2018 | «134340»                                 | Love Yourself: Tear         | BTS                |
| 2018 | «Love Maze»                              | Love Yourself: Tear         | BTS                |
| 2018 | «Magic Shop»                             | Love Yourself: Tear         | BTS                |
| 2018 | «So What»                                | Love Yourself: Tear         | BTS                |
| 2018 | «Euphoria»                               | Love Yourself: Answer       | BTS                |
| 2018 | «Epiphany»                               | Love Yourself: Answer       | BTS                |
| 2018 | «Forever Rain»                           | Mono                        | RM                 |
| 2019 | «Our Summer»                             | The Dream Chapter: Star     | TXT                |
| 2019 | «Home»                                   | Map of the Soul: Persona    | BTS                |
| 2019 | «Chicken Noodle Soup»                    | Sin álbum                   | J-hope con Becky G |
| 2019 | «Winter Bear»                            | Sin álbum                   | V                  |
| 2019 | «Roller Coaster» (간지러워)              | The Dream Chapter: Magic    | TXT                |
| 2019 | «Poppin' Star»                           | The Dream Chapter: Magic    | TXT                |
| 2019 | «Can't We Just Leave the Monster Alive?» | The Dream Chapter: Magic    | TXT                |
| 2019 | «20cm»                                   | The Dream Chapter: Magic    | TXT                |
| 2020 | «Labyrinth»                              | Labyrinth                   | GFriend            |
| 2020 | «Friends» (친구)                         | Map of the Soul: 7          | BTS                |
| 2020 | «Moon»                                   | Map of the Soul: 7          | BTS                |
| 2020 | «Sweet Night»                            | Sin álbum                   | V                  |
| 2020 | «Maze in the Mirror» (거울 속의 미로)    | The Dream Chapter: Eternity | TXT                |
| 2020 | «Way Home» (하굣길)                      | Minisode 1: Blue Hour       | TXT                |
| 2021 | «Make U Dance»                           | Sin álbum                   | Adora              |
| 2024 | «Moonlight»                              | One of a Kind               | Loossemble         |

### Como productora
| Año  | Canción      | Álbum               | Artista |
| ---- | ------------ | ------------------- | ------- |
| 2018 | «Magic Shop» | Love Yourself: Tear | BTS     |